# Бат (селище, Нью-Йорк)
Бат (англ. Bath) — селище (англ. village) в США, в окрузі Стубен штату Нью-Йорк. Населення — 5571 особа (2020).

## Географія
Бат розташований за координатами 42°20′10″ пн. ш. 77°19′1″ зх. д. / 42.33611° пн. ш. 77.31694° зх. д. (42.336087, -77.316852).  За даними Бюро перепису населення США в 2010 році селище мало площу 8,22 км², з яких 8,22 км² — суходіл та 0,00 км² — водойми.

## Демографія
Згідно з переписом 2010 року, у селищі мешкало 5786 осіб у 2727 домогосподарствах у складі 1385 родин. Густота населення становила 704 особи/км².  Було 2934 помешкання (357/км²).
Расовий склад населення:
| - 93,7 % — білих - 3,0 % — чорних або афроамериканців - 0,6 % — азіатів - 0,3 % — корінних американців |

До двох чи більше рас належало 2,0 %. Частка іспаномовних становила 1,3 % від усіх жителів.
За віковим діапазоном населення розподілялося таким чином: 21,7 % — особи молодші 18 років, 60,4 % — особи у віці 18—64 років, 17,9 % — особи у віці 65 років та старші. Медіана віку мешканця становила 43,8 року. На 100 осіб жіночої статі у селищі припадало 93,1 чоловіків;  на 100 жінок у віці від 18 років та старших — 90,5 чоловіків також старших 18 років.
Середній дохід на одне домашнє господарство  становив 50 180 доларів США (медіана — 38 266), а середній дохід на одну сім'ю — 59 925 доларів (медіана — 52 688). Медіана доходів становила 44 482 долари для чоловіків та 33 375 доларів для жінок. За межею бідності перебувало 18,7 % осіб, у тому числі 21,5 % дітей у віці до 18 років та 12,7 % осіб у віці 65 років та старших.
Цивільне працевлаштоване населення становило 2405 осіб. Основні галузі зайнятості: освіта, охорона здоров'я та соціальна допомога — 27,5 %, роздрібна торгівля — 19,3 %, виробництво — 16,3 %.